# Алматински метрополитен
Алматински метрополитен (на руски: Алматинский метрополитен; на казахски: Алматы метрополитены) се нарича метросистемата в град Алмати, бившата столица и най-населен град на Казахстан.
То е първото и за сега единствено, изградено в страната. Въведено е в експлоатация на 1 декември 2011 г., в присъствието на президента Нурсултан Назърбаев.
Пусковият участък на Първата линия на метрото е дълъг 8,56 km. и има 7 станции, дължина на пероните: 104 м.
На първия участък влизат в експлоатация 7 бр. 4-вагонни метросъстава. Производството им е възложено на концерна Hyundai. Вагоните са проектирани за условията на висока сеизмичност, оборудвани са с климатик и режим на автоматизирано управление, както и други особености.
Планирано е изграждането на 2 депа:
- Депо Райымбек батыр – ще обслужва Първа и Втора линия.
- Депо Орбита, за обслужването на Трета линия.
- През 2011 г., още преди официалното откриване, започва строителството и на първото продължение на линията с 5 станции.

## История
През 1978 г. е приет Генерален план, на който е планирано първото трасе на метрото. През 1983 г. започва проектирането, изработени са дори първите ескизи на станции. През 1988 г. започва строителството. Финансира се от Общосъюзния бюджет, местното финансиране е незначително.
След разпадането на СССР настъпва финасов колапс. Финансирането не достига, до 2000 г. строителството е в застой. През този период е търсено сътрудничеството на редица западни фирми за изграждането на метрото.
Едва през 2003 г. финансиране е осигурено от Държавния бюджет на Казахстан, поради невъзможност да бъде осигурен кредит. Приема се от пусковия участък да бъде изключена станция Комунистическа. Общата цена на строителството възлиза (по официални данни) на 167 милиарда тенге.
Пусковите срокове са отлагани многократно: Пусков срок: 31 декември 2009 г. Във връзка с появили се сериозни финансови проблеми, в средата на 2009 г. сроковете са отложени за следващата година. През юли 2010 г. е обявена нова дата: 16 декември 2011 г., по случай 20-годишнината от обявяването на независимостта на републиката.
Към юли 2010 г. състоянието на строежа е следното:
- Всички тунели в междугарията са изградени.
- 4 от 7-те станции са изцяло завършени.
- Дострояват се вестибюлите и прилежащите подлези.
- Активно се строи депото.
- Провежда се техническото оборудване на станциите и тунелите.
- Подготвя се за експлоатация инженерно-техническия корпус.
- Постъпва първата партида от 4 състава. Съставите са 4-вагонни с гъвкава връзка помежду си и свободно преминаване.
- Тунелите са изградени.

## Линии

### Първа линия

#### Метростанции
- ст. Райимбек батир (открита на 1 декември 2011 г.)
- ст. Жибек Жоли (открита на 1 декември 2011 г.)
- ст. Алмали (открита на 1 декември 2011 г.)
- ст. Абай (открита на 1 декември 2011 г.)
- ст. Комунистическа (отменено изграждането)
- ст. Байконур (открита на 1 декември 2011 г.)
- ст. Драм. театър „Ауезов“ (открита на 1 декември 2011 г.)
- ст. Алатау (открита на 1 декември 2011 г.)
- ст. Сайран (открита на 18 април 2015 г.)
- ст. Москва (открита на 18 април 2015 г.)
- ст. Сарыарка (пусков срок 2017 г.)
- ст. Достык (пусков срок 2017 г.)
- ст. Калкаман (пусков срок 2017 г.)

### Втора линия

#### Метростанции
- ст. „Алмати 1“ – проект
- ст. „Б. Хмельницкого“ – проект
- ст. „Роща Баума“ – проект
- ст. „БАК“ – проект
- ст. „Райимбек батир 2“ – проект

### Трета линия

#### Метростанции
- ст. „Парк Горкого“ – проект
- ст. „Достик“ – проект
- ст. „Желтоксан“ – проект
- ст. „Байтурсинули“ – проект
- ст. „Ауезов“ – проект
- ст. „Алатау“ – проект
- ст. „Жандосов“ – проект
- ст. „Каблукова“ – проект
- ст. „м-он Орбита“ – проект